# Vrouwen in Oekraïne
Vrouwen in Oekraïne hebben gelijke grondwettelijke rechten als mannen in de economische, politieke, culturele, en sociale sector, evenals in het gezin. Vrouwen ontvangen lagere salarissen en hebben beperkte mogelijkheden om carrière te maken.
Van de 45 miljoen Oekraïners lijdt ongeveer 45% onder geweld, het merendeel is vrouw.

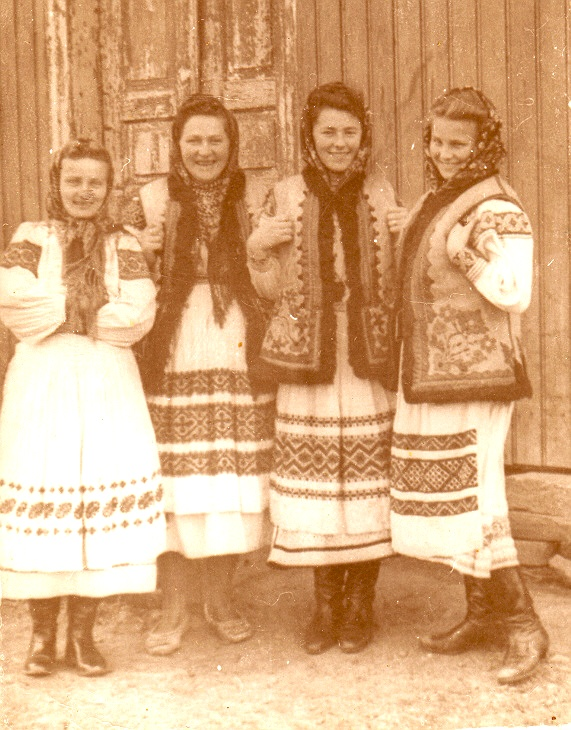
Vrouwen in Bojko-kostuums in Khashchovania, oblast Lviv (jaren '40)

## Geschiedenis van het feminisme in Oekraïne
De geschiedenis van Oekraïne in de afgelopen twee eeuwen is nauw verbonden met die van het Russische rijk en later met de Sovjet-Unie. Oekraïne werd in 1991 onafhankelijk en is nu een staat met meer dan 45 miljoen inwoners, waarvan 70% in stedelijke gebieden woont en de meesten christelijk-orthodox zijn.
Een van de grootste feministische organisaties in Europa werd in de jaren twintig opgericht in het moderne West-Oekraïne of Galicië. De organisatie heette de Oekraïense Vrouwenunie en stond onder leiding van Milena Rudnytska. Tijdens het Sovjettijdperk werd het feminisme geclassificeerd als een burgerlijke ideologie, en dus contrarevolutionair en anti-Sovjet. Het maatschappelijk middenveld en feminisme bestonden in de Sovjettijd vrijwel niet. Nadat Oekraïne in 1991 onafhankelijk werd, begon de feministische beweging te floreren.
Er zijn verschillende vrouwenrechtengroepen actief in Oekraïne, waaronder Feminist Ofenzyva en de Oekraïense Vrouwenbond. FEMEN, de meest actieve vrouwenrechtenorganisatie in Kiev, werd in 2013 officieel gesloten. De organisatie verliet Oekraïne omdat de leiding vreesde "voor hun leven en vrijheid".
Tijdens de oorlog die in 2014 in de Donbas begon, ontwikkelde zich een "enorme vrijwilligersbeweging van vrouwen die humanitaire actie en gemeenschapsdialoog organiseerden", aldus Oksana Potapova, een feministe, vredesopbouwonderzoeker en activist die in steun aan de vrijwilligersbeweging van vrouwen het Theatre for Dialogue oprichtte.

## Geweld tegen vrouwen
Van de Oekraïense bevolking (45 miljoen inwoners) lijdt ongeveer 45% onder fysiek, seksueel of mentaal geweld, het merendeel is vrouw. Straatvrouwen zijn de meest kwetsbare categorie; ongeveer 40 procent van hen lijdt onder seksueel geweld, waarbij 25 procent jonger is dan 18 jaar. In 2001 heeft Oekraïne de wet op de preventie van huiselijk geweld van 2001 uitgevaardigd. Artikel 173-2 van het wetboek van administratieve overtredingen van Oekraïne behandelt ook "geweld tegen familie ". Nuzhat Ehsan, de vertegenwoordiger van het VN-bevolkingsfonds in Oekraïne, verklaarde in februari 2013 "Oekraïne kent een onaanvaardbaar niveau van geweld, voornamelijk door mannen en voornamelijk als gevolg van een hoog alcoholgebruik". Hij gaf ook de schuld aan mazen in de wetgeving die bijdragen aan het probleem van huiselijk geweld: "Je kunt vrouwen geweld aandoen en toch, als je een hoge ambtenaar bent of uit een hooggeplaatste officiële familie komt, kun je ermee wegkomen".

## Vrouwen op de arbeidsmarkt
Vrouwen vormen 54% van de bevolking van Oekraïne en 47,4% van de beroepsbevolking. Meer dan 60% van alle Oekraïense vrouwen heeft hoger onderwijs genoten (universitair niveau en hoger). Het werkloosheidspercentage van vrouwen is echter erg hoog in vergelijking met mannen met dezelfde opleidingsachtergrond (80% van alle werklozen in Oekraïne zijn vrouwen). Daarnaast is er grootschalige verborgen werkloosheid onder vrouwen.
Arbeidswetten leggen de juridische gelijkheid van mannen en vrouwen vast, inclusief gelijk loon voor gelijk werk, een principe dat algemeen werd nageleefd. De bedrijfstakken die gedomineerd werden door vrouwelijke werknemers, hadden echter de laagste relatieve lonen en werden het meest getroffen door loonachterstanden. De pensioenleeftijd wordt momenteel geleidelijk verhoogd, tot 60 jaar voor vrouwen en 62 jaar voor mannen-ambtenaren in 2021 (de oorspronkelijke leeftijd was 55 jaar voor vrouwen en 60 jaar voor mannen. Er waren geruchten dat sommige werkgevers weigerden jongere vrouwen in dienst te nemen die zwanger zouden kunnen worden of vrouwen ouder dan 35 jaar. Vrouwen kregen ook lagere salarissen en hadden beperkte kansen op verdere loopbaanontwikkeling. Er waren maar weinig vrouwen die leidinggevende functies bekleedden bij de overheid of in de staats- of particuliere sector.

## Vrouwen in Oekraïense bedrijven
Vrouwen verdienen gemiddeld 30% minder dan mannen die soortgelijke functies bekleden.
Ongeveer 50% van alle ondernemingen zonder werknemers is eigendom van een vrouw. Ondernemingen met 1 tot 5 werknemers zijn voor 27% in handen van vrouwen. Bedrijven met minder dan 50 werknemers zijn voor 30% eigendom van vrouwen. Deze cijfers zijn vergelijkbaar met die in andere westerse economieën. Vrouwen hebben de neiging om kleine bedrijven te leiden in de detailhandel, groothandel en catering. Twee procent van de grote bedrijven wordt geleid door vrouwen.
In 2008 was de arbeidsparticipatie van vrouwen (LPR) ongeveer 62%.

## Vrouwen in de Oekraïense politiek
Bij de Oekraïense parlementsverkiezingen van 2019 werden 87 vrouwen in het parlement gekozen, een record voor Oekraïne, 20,52% van het totale aantal afgevaardigden. Bij de verkiezingen was ongeveer 50% van de gekozen stemafgevaardigden vrouw, 37% van de gekozen Europese Solidariteitsparlementsleden waren vrouwen; het Opposition Platform - For Life had de minste vrouwen met 11,4%.
In 2014 was ongeveer 12,1% van de Verchovna Rada (het Oekraïense parlement) vrouw. Van de parlementsverkiezingen van 2014 tot de verkiezingen van 2019 steeg dit aantal tot 53, ofwel 12,6%. Het percentage vrouwelijke wetgevers fluctueert per verkiezing. Van de 47 vrouwen die in 2014 in het parlement werden gekozen, bereikten er slechts 2 daarvan dit door een kiesdistrict te winnen (bij de verkiezing werd een gemengd kiesstelsel gebruikt met 53,2% parlementsleden gekozen op basis van partijlijsten en 46,8% in 198 kiesdistricten). In 2019 wonnen 26 vrouwen een kiesdistrict. In het parlement dat tijdens de Oekraïense parlementsverkiezingen van 2012 werd gekozen, maakten vrouwen 9,9% van het parlement uit. Bij de eerste parlementsverkiezingen die na de Oekraïense onafhankelijkheid in 1991 werden gehouden, werden in 1994 slechts 11 vrouwen (2,3% van het parlement) gekozen.
Uit een onderzoek van de online krant Ukrayinska Pravda, gepubliceerd op 12 november 2014, blijkt dat wereldwijd gemiddeld 22% van het parlement uit vrouwen bestaat, terwijl dit in landen van de Europese Unie 25% is. Volgens een onderzoek van de Interparlementaire Unie (gepubliceerd op 1 november 2014) staat Oekraïne op de 112e plaats van 189 landen wat betreft politieke vertegenwoordiging van vrouwen in het parlement. Wetten om de quota uit het Sovjettijdperk voor vrouwen in het parlement (30% of 35%) opnieuw in te voeren, zijn besproken in het parlement, maar niet goedgekeurd.

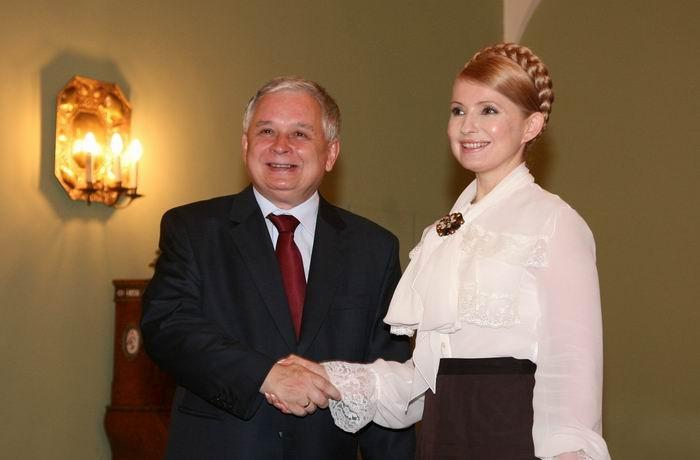
Minister-president van Oekraïne Joelia Tymosjenko en president van Polen Lech Kaczyński (juli 2008)

Blok Joelia Tymosjenko, later omgedoopt tot Vaderlandpartij (Batkivsjtsjyna) is de enige door vrouwen geleide partij die het parlement heeft gehaald. Hanna Hopko stond als eerste op de partijlijst van Self Reliance, die als derde eindigde bij de Oekraïense parlementsverkiezingen van oktober 2014. In dezelfde verkiezing stond Nadija Savstjenko als eerste op de lijst van de Vaderlandpartij die als zesde eindigde. Er zijn meer door vrouwen geleide partijen in Oekraïne en zelfs een paar "vrouwenkwestie"-partijen, die volgens analisten "zijn ontworpen om stemmen van opositiepartijen te stelen".
De tweede regering van Arseni Jatsenjoek (benoemd op 2 december 2014) had twee vrouwelijke ministers. Haar voorganger, de eerste regering-Jatsenjoek (benoemd op 27 februari 2014) had één vrouwelijke minister. De regering van Volodymyr Groysman (2016-2019) beëindigde zijn ambtstermijn met vijf vrouwelijke leden.
Tot dusverre was de enige regering die geen vrouwelijke ministers had (en de enige regering van Europa die destijds geen vrouwelijke leden had) de op 11 maart 2010 benoemde eerste Azarov-regering, totdat Raisa Bohatyryova op 14 februari 2012 werd benoemd tot minister van Gezondheidszorg en vicepremier van Oekraïne. Premier Mykola Azarov verklaarde in maart 2010 dat er geen vrouwelijke ministers in deze regering waren, omdat "hervormingen niet onder de bevoegdheid van vrouwen vallen", en voegde eraan toe dat hij veel respect had voor vrouwen. Vrouwengroepen in Oekraïne meldden Azarov aan bij de ombudsman van het land naar aanleiding van deze opmerkingen. Ze beschuldigen hem van discriminatie op grond van geslacht en hebben verschillende rechtszaken tegen hem aangespannen. De opeenvolgende tweede regering-Azarov (die duurde van 24 december 2012 tot 27 februari 2014) had drie vrouwelijke ministers.
Tijdens de presidentsverkiezingen van 2010 weigerde de toenmalige kandidaat Viktor Janoekovytsj te debatteren met zijn vrouwelijke tegenstander premier Timosjenko en hij rechtvaardigde dat door te zeggen dat "de plaats van een vrouw in de keuken is". (Voormalige) voorzitter van de Verchovna Rada, Volodymyr Lytvyn, heeft ook opmerkingen gemaakt die als brutaal tegenover vrouwen kunnen worden beschouwd.
Op 12 maart 2012 werd op verzoek van de geestelijkheid van de Grieks-Katholieke Kerk en het Vaticaan een wetsontwerp dat abortus verbiedt (geschreven door Andriy Shkil) geregistreerd in de Verchovna Rada.

### Vrouwelijke politici in het parlement
- Joelia Tymosjenko parlementslid (van 1997-1999), vicepremier belast met energie van Oekraïne (van 1999-2001), premier (in 2005) en premier (van 2007 - 2010)
- Olha Stefanisjyna vicepremier voor Europese en Euro-Atlantische Integratie van Oekraïne en plaatsvervangend minister-president in 2020
- Irina Veresjtsjoek vicepremier van Oekraïne en minister van Re-integratie van tijdelijk bezette gebieden in 2021

## Vrouwen in de Oekraïense krijgsmacht

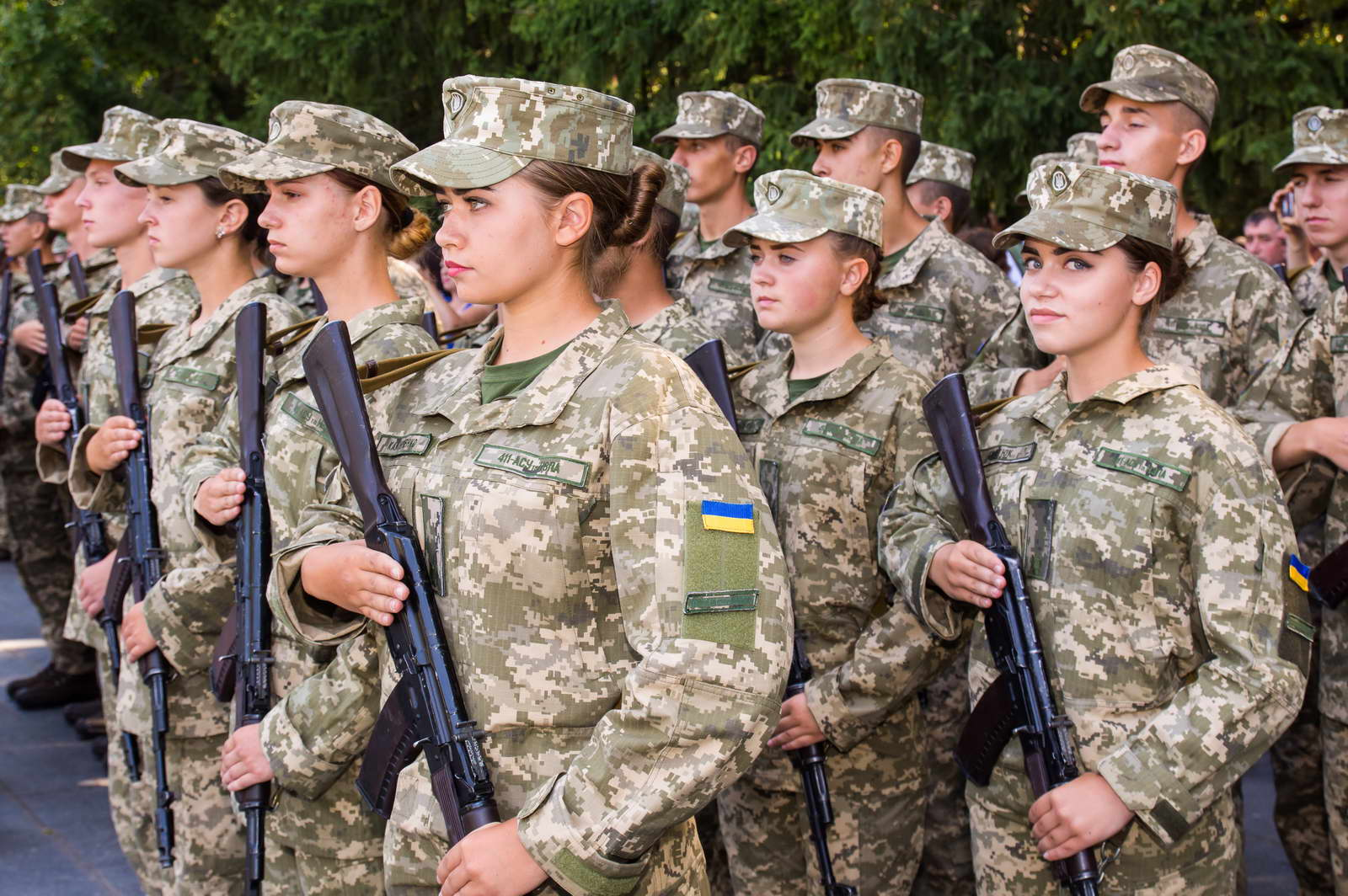
Eerstejaars studentes van de Nationale Luchtmacht-Universiteit van Charkiv bij de aflegging van hun eed van trouw aan het Oekraïense volk (foto uit 2018)

Oekraïense vrouwen hebben actieve rollen gespeeld in de Revolutie van de Waardigheid (Euromaidan), de oorlog in Oost-Oekraïne (Donbas) en de aanhoudende Russische invasie van Oekraïne sinds 2022. Sinds 2014 is het percentage vrouwen in de Oekraïense krijgsmacht sterk toegenomen; per 1 januari 2021 was 15,5% van alle Oekraïense militairen in gevechtsrollen vrouw. Sinds 2014 strijden vrouwen ook binnen de Strijdkrachten van Oekraïne (ZSU) tegen discriminatie en voor gendergelijkheid, met projecten zoals Onzichtbaar Bataljon.
Vrouwen mogen sinds 2019 alle functies in de Oekraïense krijgsmacht vervullen. Voordien was dit beperkt tot niet-strijdende functies zoals dokter, kok, accountant, enz. Vanaf juli 2016 begon de Oekraïense strijdkracht vrouwen toe te staan deel te nemen aan strijdende rollen, waaronder, machineschutter, militaire verkenner en sluipschutter. In september 2018 ging het parlement akkoord met het opheffen van alle resterende beperkingen en sinds 2019 mogen vrouwen alle functies vervullen. In maart 2023 had 85% van de Oekraïense bevolking een positieve houding ten opzichte van vrouwelijke militairen in de Oekraïense krijgsmacht.